# Eva Llorach
Eva Nicolás Llorach (Múrcia, 9 de outubro de 1993) é uma atriz espanhola. Em 2019, ganhou o Prêmio Goya de melhor atriz revelação pelo seu papel no filme Quién te cantará.